# Git (mineraloïde)

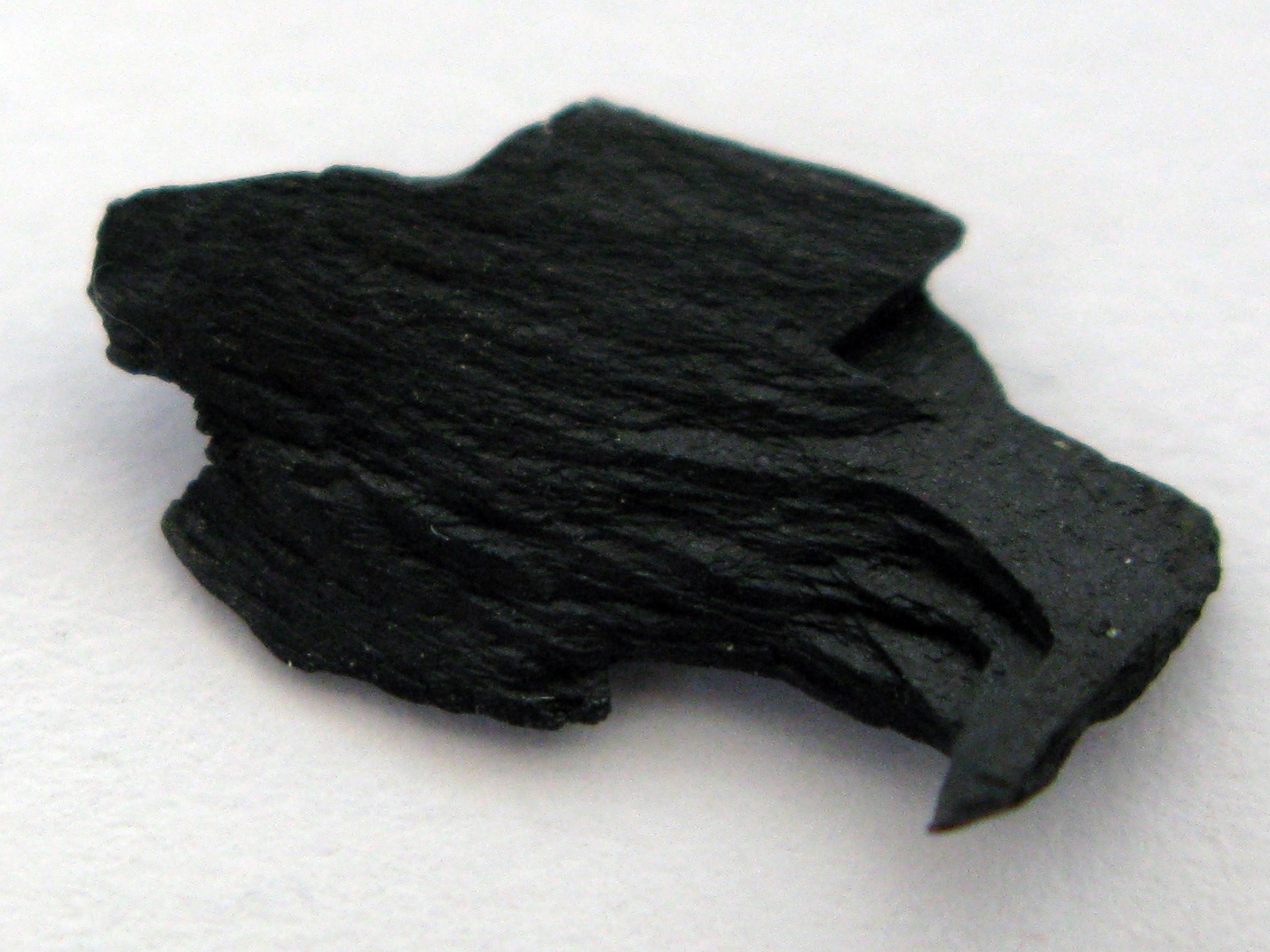
Git in ruwe vorm

Git (gagaat) is een organische amorfe delfstof. Het betreft een mineraloïde, geen mineraal.
Git heeft een zwarte of donkerbruine kleur en bevat soms pyriet-insluitsels, waardoor het een koperkleur of metaalglans krijgt.

## Naam
De naam komt van het Grieks Lithos Gagatès dat steen uit Gagas betekent. Gagas was een plaats en een rivier in het antieke Griekse Lycië, Klein-Azië. Via het Oud-Franse jaiet werd de naam verder verbasterd tot git. 
De Nederlandse wetenschappelijke naam is gagaat.

## Samenstelling
Git is een fossiel met een dichtheid van 1,23 kg/dm³ dat ten tijde van het Jura onder hoge druk in modder is ontstaan uit 135 miljoen jaar oud hout van de araucariaceae-boomfamilie. Het wordt in twee vormen gevonden, hard en zacht, met een hardheid van 4 resp. 3 op de hardheidsschaal van Mohs. De harde soort is het resultaat van de koolstofcompressie in zout water, terwijl koolstofcompressie in zoet water de zachte soort oplevert.

## Sieraden

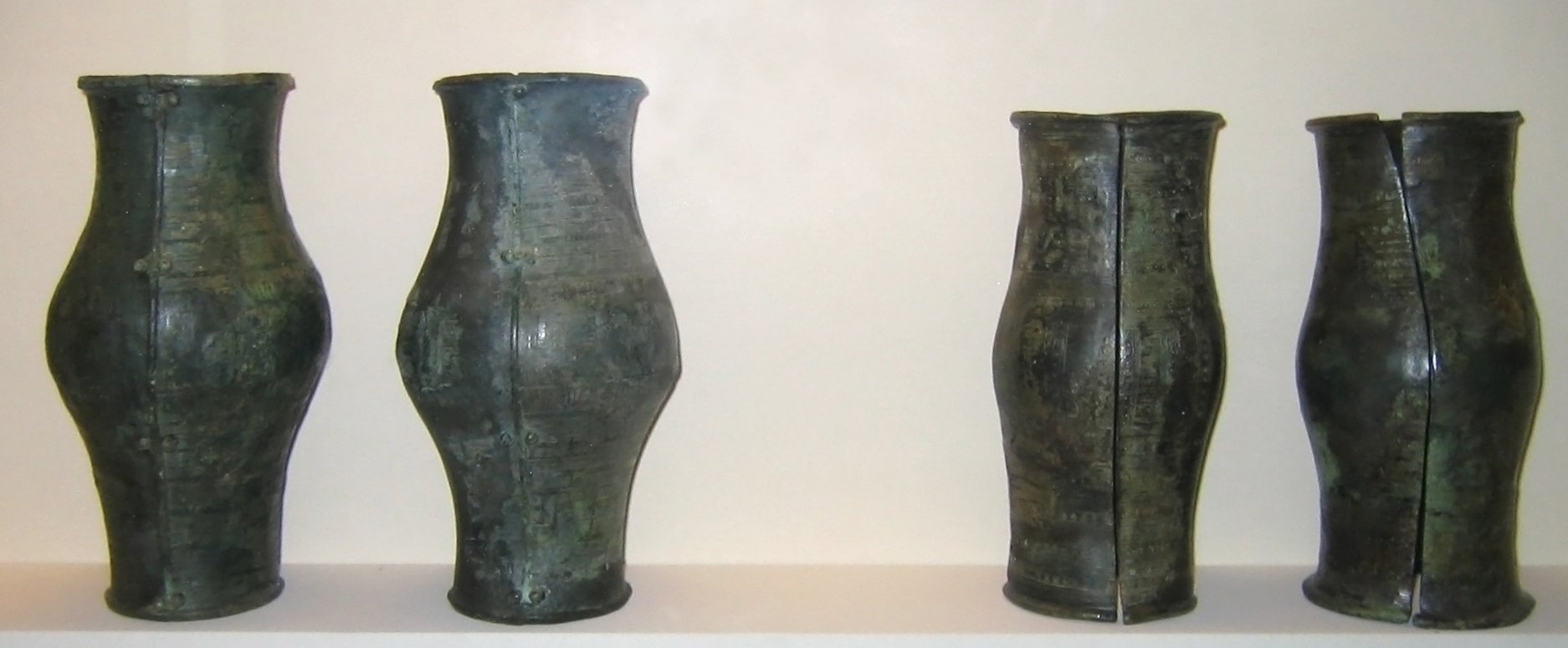
Armbanden uit de Hallstattcultuur, gemaakt van git en brons, opgegraven bij Magdalenenberg

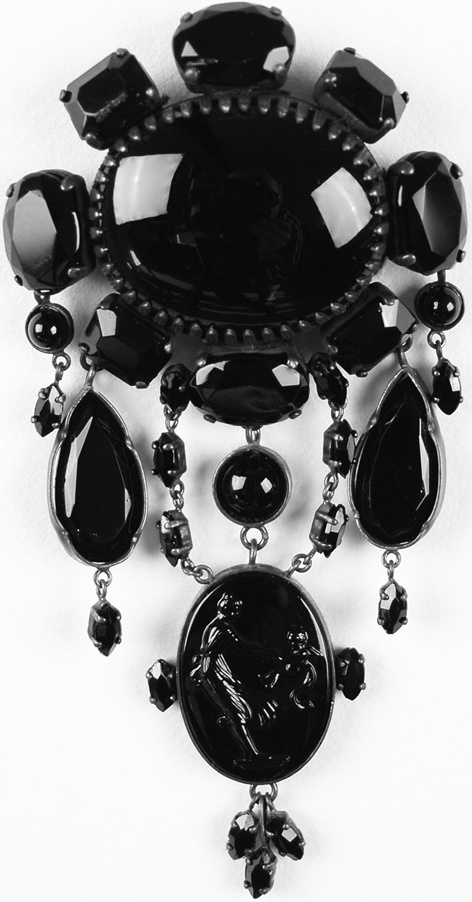
Rouwjuweel: Broche van Whitby git, 19e eeuw.

Git is eenvoudig te polijsten en wordt voor sieraden en kunstvoorwerpen gebruikt. De lage dichtheid maakt het mogelijk om grote, maar niet te zware sieraden te maken. In de neolithische hunebedden in Drenthe zijn al kralen van git gevonden. Beda schrijft in zijn Historia ecclesiastica gentis Anglorum in 731 dat: Brittannië veel en uitstekend git produceert, een zwarte edelsteen die oplicht in vuur; in brand gestoken verjaagt het slangen en als het door wrijven wordt opgewarmd blijft alles wat je ertegenaan houdt, net als bij barnsteen aan vast plakken.
Na het overlijden van Prins Albert in 1861 ging zijn weduwe Koningin Victoria (behalve bij ceremoniële gelegenheden) in het rouwzwart gekleed. Door juwelen uit Whitby-git bij de rouwkleding te dragen maakte zij in de 19e eeuw deze halfedelsteen populair onder de gegoede klasse.
In de roaring twenties werd in de Verenigde Staten het dragen van lange halskettingen door jonge vrouwen een trend. Deze kettingen bestonden uit meerdere strengen van git kralen, die van de hals tot voorbij het (lage) middel reikten.
Git wordt traditioneel gebruikt voor rozenkransen van monniken.

## Trivia
- Git staat ook bekend als zwarte barnsteen omdat, net zoals bij barnsteen, een elektrische lading kan worden opgewekt door het over een wollen doek te wrijven.
- Vanwege zijn diepzwarte kleur is de uitdrukking 'gitzwart' afkomstig van dit materiaal.